# Sasakia sapporensis
Sasakia sapporensis är en fjärilsart som beskrevs av Siuiti Murayama 1954. Sasakia sapporensis ingår i släktet Sasakia och familjen praktfjärilar. Inga underarter finns listade i Catalogue of Life.